# Women in Trouble
Women in Trouble es una película de 2009, dirigida y escrita por Sebastian Gutierrez, y con un reparto coral. La película se estrenó en el Festival de Cine de South by Southwest, 2009.

## Argumento
La película narra la vida de 10 mujeres de Los Ángeles.

## Reparto
- Carla Gugino es Elektra Luxx.
- Adrianne Palicki es Holly Rocket.
- Connie Britton es Doris.
- Marley Shelton es Cora.
- Cameron Richardson es Darby.
- Garcelle Beauvais-Nilon es Maggie.
- Elizabeth Berkley es Tracy.
- Emmanuelle Chriqui es Bambi.
- Sarah Clarke es Maxine McPherson.
- Simon Baker es Travis McPherson.
- Joseph Gordon-Levitt es Bert Rodríguez.
- Rya Kihlstedt es Rita.

## Secuela
Una secuela de esta película titulada Elektra Luxx está en producción. La película se centrará en el personaje de Carla Gugino de la primera película, Sebastián Gutiérrez está regresando como el escritor-director, y el elenco incluye Gugino, Timothy Olyphant, Alicia Silverstone y Justin Kirk. Gutiérrez está planeando hacer una tercera entrega tentativamente titulada Women in Ecstasy.